# Přibice
Přibice (in tedesco Pribitz) è un comune della Repubblica Ceca facente parte del distretto di Brno-venkov, in Moravia Meridionale.